# علي بن إسحاق الطوسي
أَبُو الحَسَن عَلِيُّ بْنُ إِسْحَاق بْنِ العَبَّاسِ الطُوسِي، كان دهقانًا فارسيًا شغل منصب وزير مالية الغزنويين. كان من مواليد قرية صغيرة تدعى رادكان بالقرب من طوس في إيران. عندما غزا السلاجقة خراسان عام 1040، فر علي إلى غزنة، حيث كان ابنه نظام الملك يعمل في الحكومة. خدم نظام الملك لاحقًا السلاجقة، حيث أصبح وزيرًا للدولة وكاد أن يتمتع بسلطة مطلقة لأكثر من 20 عامًا. لا يُعرف أي شيء آخر عن حياة علي.